# Pilmatueia faundezi
Pilmatueia faundezi es la única especie conocida del género extinto Pilmatueia dinosaurio saurópodo dicreosáurido, que vivió a finales del período Cretácico, hace aproximadamente ente 139 a 132 millones de años, durante el Valanginiano, en lo que es Sudamérica. 
La especie tipo, Pilmatueia faundezi, fue descrita en 2018 por Rodolfo Coria y colaboradores. El nombre del género se deriva de la localidad de Pilmatué , donde se recogió el material, y se eligió el epíteto de especie faundezi en reconocimiento a Ramón Faúndez, gerente del Museo Municipal de Las Lajas, quien apoyó el proyecto de excavación. Pilmatueia es el primer dicreosáurido descubierto de la época del Valanginiano así como el miembro más antiguo registrado en el período Cretácico. Fue parte de una radiación evolutiva de dicreosáuridos del Jurásico Superior al Cretácico Inferior que ocurrió en América del Sur.
Los restos fósiles se encontraron en una capa de la Formación Mulichinco, Cuenca Neuquina, en Argentina y se basa en restos aislados del esqueleto que fueron recolectados en un único nivel estratigráfico, relativamente cercanos entre sí, con rasgos distintivos de los dicreosáuridos presentes en los elementos axiales.
Pilmatueia faundezi fue diagnosticado por poseer una combinación única de varias características que incluyen vértebras cervico-dorsales con crestas orientadas dorsoventralmente en las superficies anteriores de las láminas centrodiapofisiales, y vértebras dorsales posteriores con fosas profundas en las bases de las espinas neurales bífidas separadas por una lámina sagital gruesa y baja. Se determinó que Pilmatueia es el taxón hermano del conocido Amargasaurus cazaui de finales del Cretácico Inferior.